# Grómove
Grómove (en ucraïnès: Громове) és un poble de la República Autònoma de Crimea, a Ucraïna, que el 2014 tenia 321 habitants. Pertany al districte de Txornomórske. Fins al 1948 la vila es deia Kiptxak.